# Nemania diffusa
Nemania diffusa är en svampart som först beskrevs av James Sowerby, och fick sitt nu gällande namn av Samuel Frederick Gray 1821. Nemania diffusa ingår i släktet Nemania och familjen kolkärnsvampar.  Arten är reproducerande i Sverige. Inga underarter finns listade i Catalogue of Life.